# Blue Angels
Pour les articles homonymes, voir Blue Angel.
Les Blue Angels est le nom de la patrouille acrobatique de la Marine américaine (Navy Flight Demonstration Squadron) créée en 1946.

## Absence de combinaison anti-G
Une des particularités de cette patrouille est que, aujourd'hui encore, ses pilotes volent sans combinaisons anti-G dans des avions très performants. La difficulté de leurs évolutions est accrue en raison de ce facteur. Contrairement au vol de combat, les pilotes connaissent à l'avance les manœuvres effectuées. Ils peuvent donc prévoir les fortes accélérations et anticiper ce changement en contractant leurs muscles. Les combinaisons anti-G pourraient aussi les gêner dans leurs mouvements.

## Avions utilisés
- Grumman F6F-5 Hellcat (1946)
- Grumman F8F-1 Bearcat (1946-1949)
- Grumman F9F-2 Panther (à reaction, 1949-1951)
- Grumman F9F-5 Panther (1951-1953)
- Grumman F9F-8 Cougar (ailes en flèches, 1954-1956)
- Grumman F11F-1 Tiger (1957-1968)
- McDonnell Douglas F-4J Phantom II (1969-1974)
- Douglas A-4F Skyhawk (1975-1986)
- McDonnell Douglas F/A-18A/B Hornet (1987-2020)
- Boeing F/A-18E/F Super Hornet (à partir de 2021)

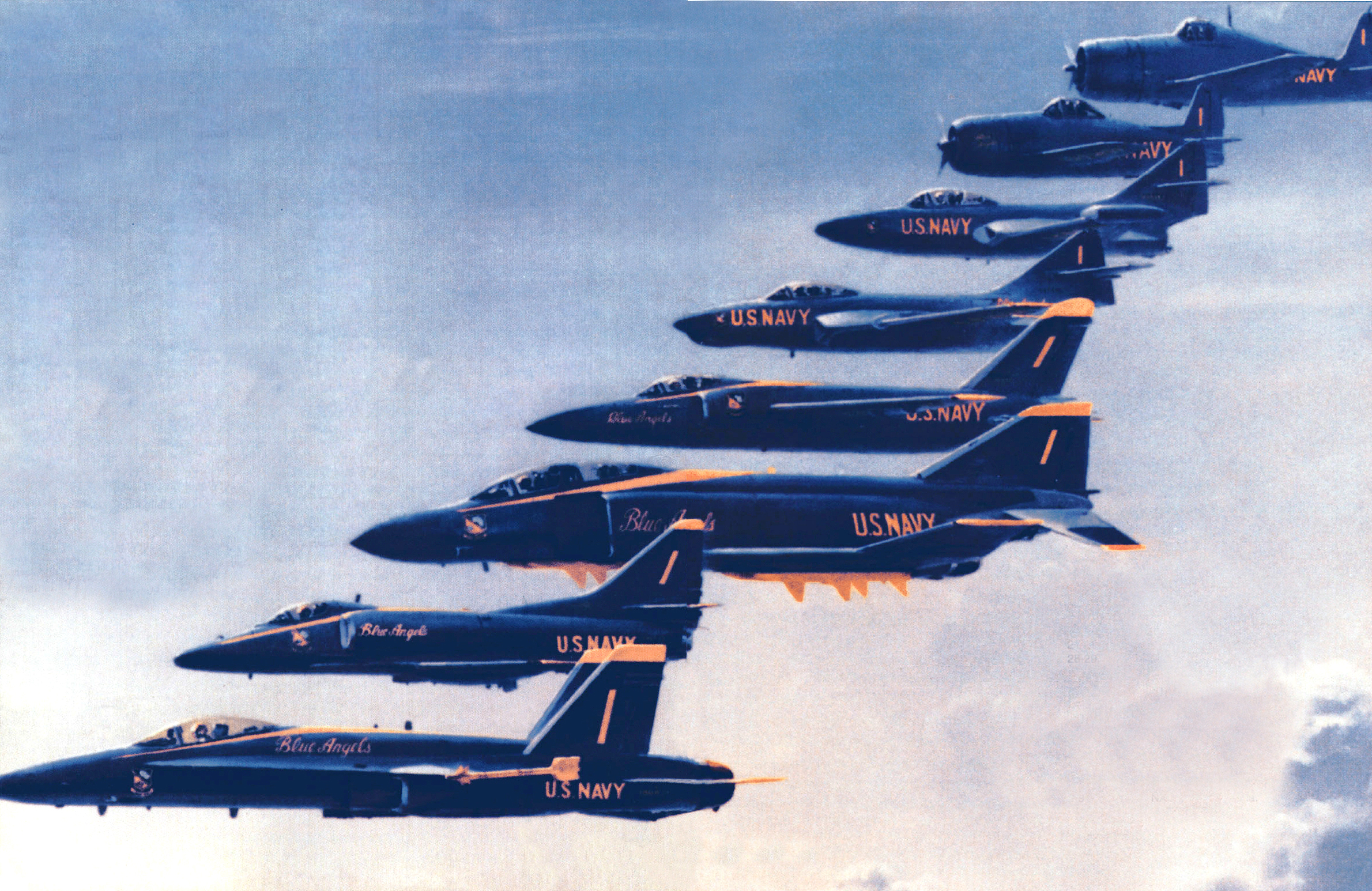
Dessin représentant tous les aéronefs utilisés dans le passé.

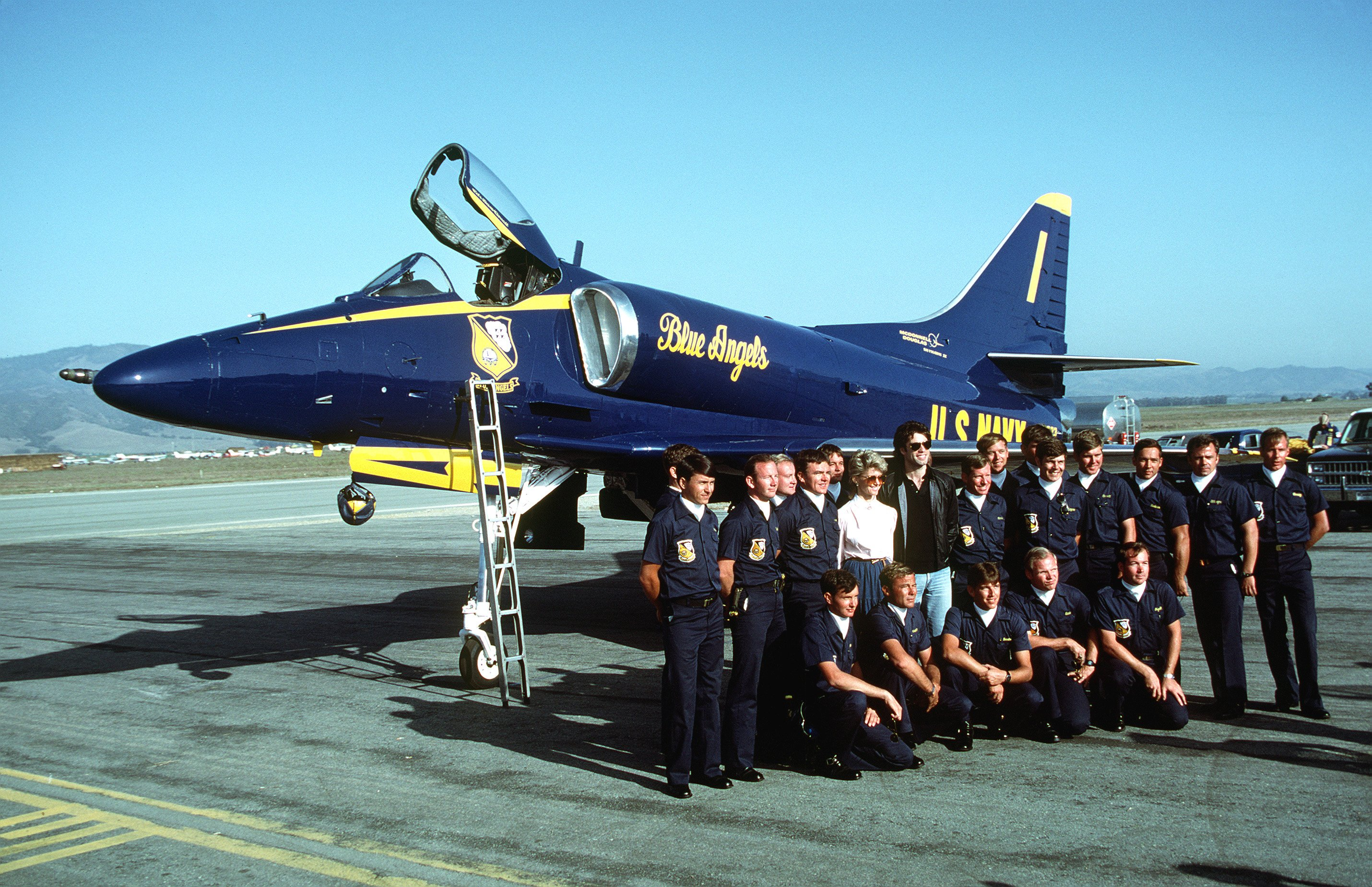
Un A-4F de la patrouille acrobatique des Blue Angels en 1983 (sont présents sur la photo les acteurs John Travolta et Olivia Newton-John).

La patrouille a également utilisé quelques Vought F7U Cutlass en 1952, pour des démonstrations en solo à part des vols en formation.
Un processus a été entamé fin 2015 pour remplacer le F/A-18C/D Hornet dont la dernière démonstration publique a lieu le 4 novembre 2020 par le plus récent Boeing F/A-18E Super Hornet dont 9 monoplaces et 2 biplaces provenant des premiers lots produits sont en cours de transformation en 2020, à la suite d'un contrat annoncé en août 2018 de 17 millions de dollars, pour être opérationnelle en 2021. Le premier est réceptionné le 27 juillet 2020, le total prévu est de 18 Super Hornet.
Enfin, un C-130T Hercules (surnommé « Fat Albert ») a été utilisé de 1970 à mai 2019, le dernier l'étant à partir de 2002, pour transporter les mécaniciens et le matériel de maintenance lors des déplacements de la patrouille. Il est remplacé par un C-130J Super Hercules provenant des surplus du ministère de la Défense britannique acheté le 13 juin 2019.

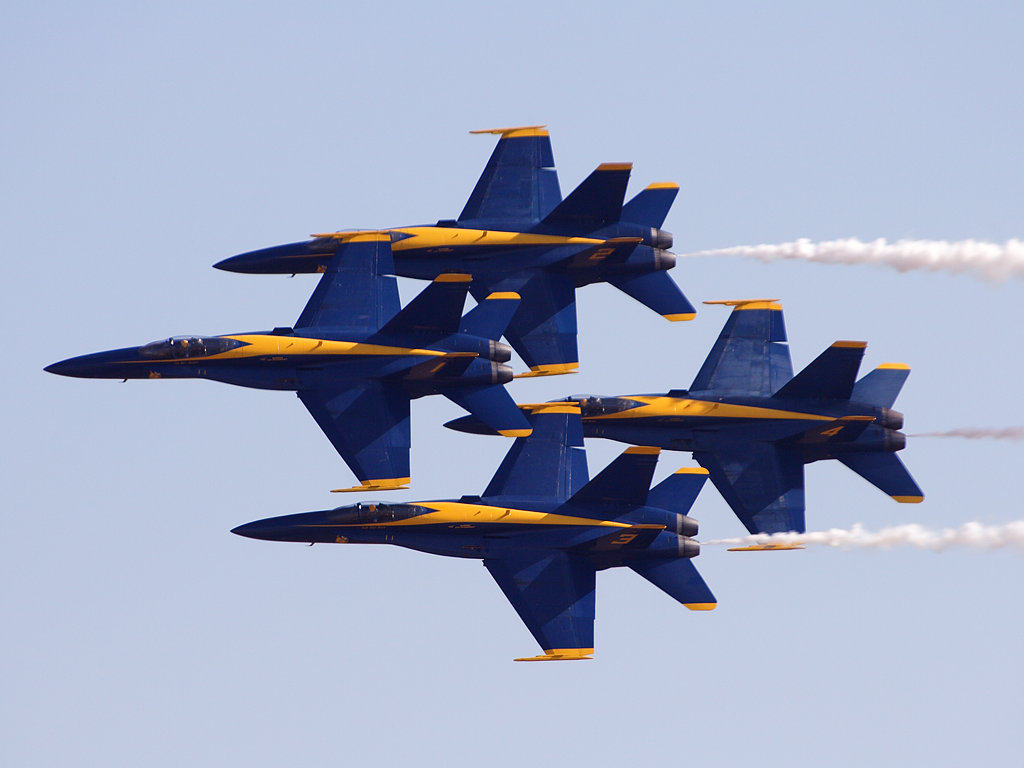
F-18 des Blue Angels en formation diamant.
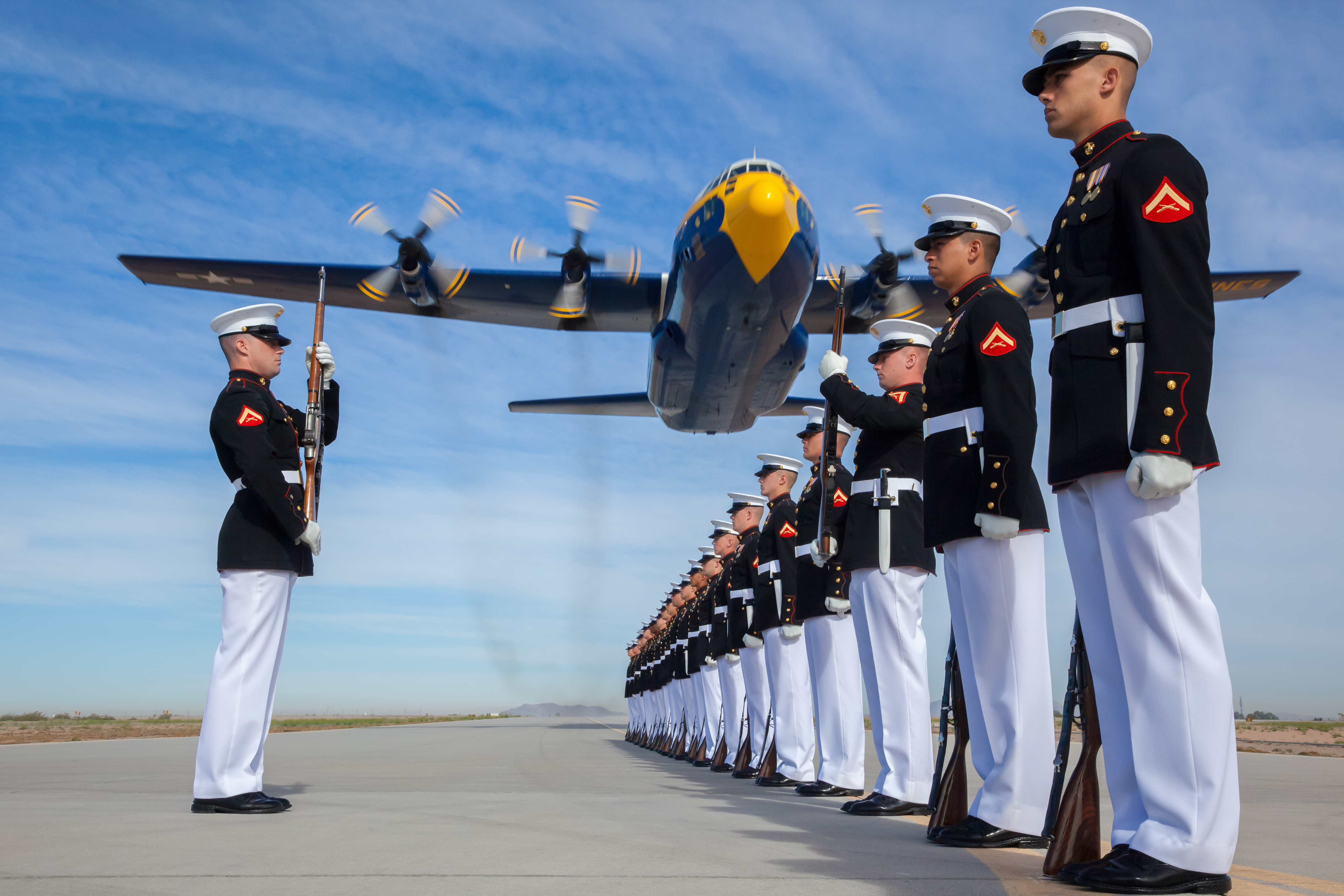
Un avion de transport Hercules C-130T en vol de démonstration avec l'escadrille Blue Angels passant au-dessus de Marines.
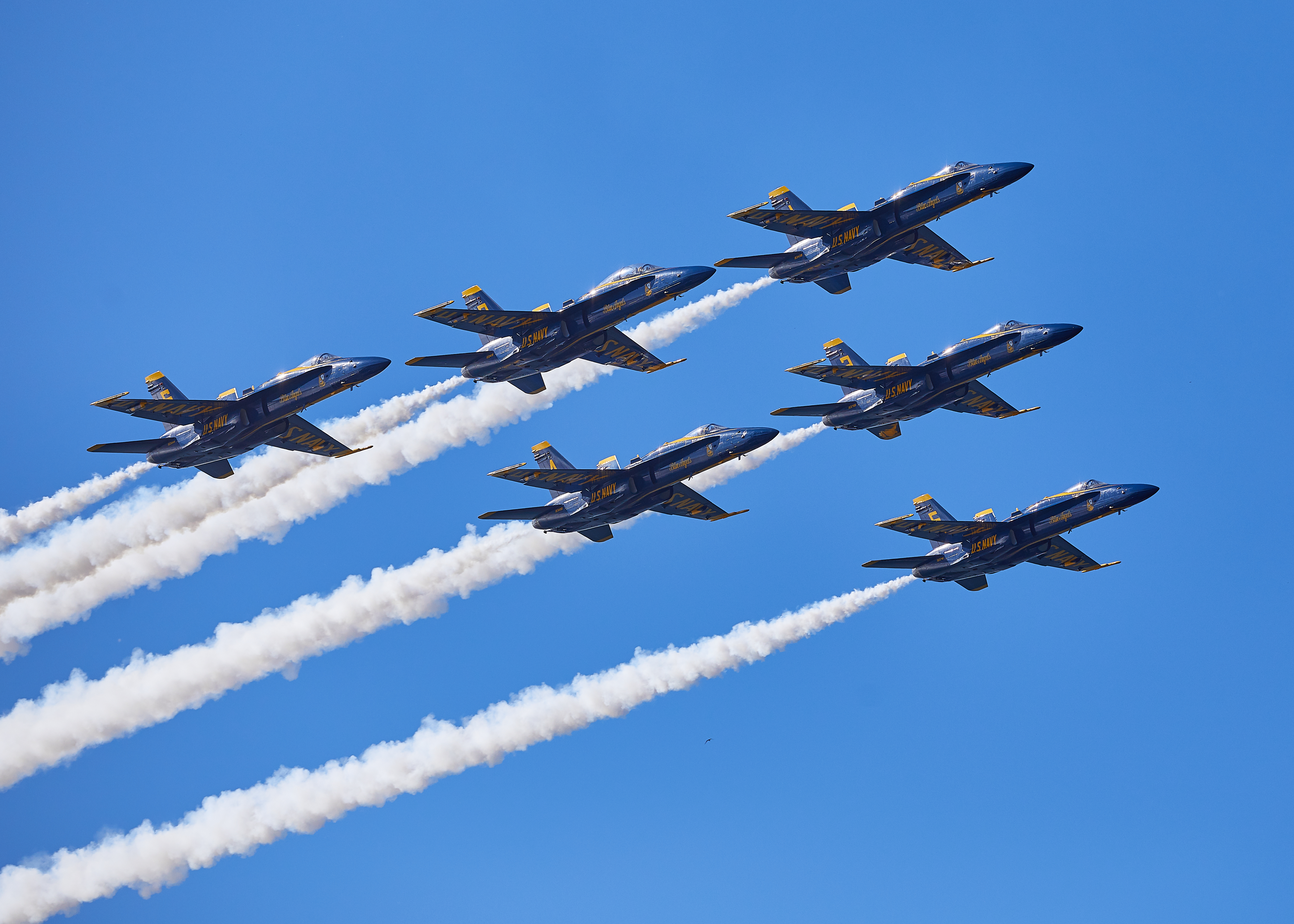
Blue Angels en formation delta pendant la Fleet Week 2018 de San Francisco.
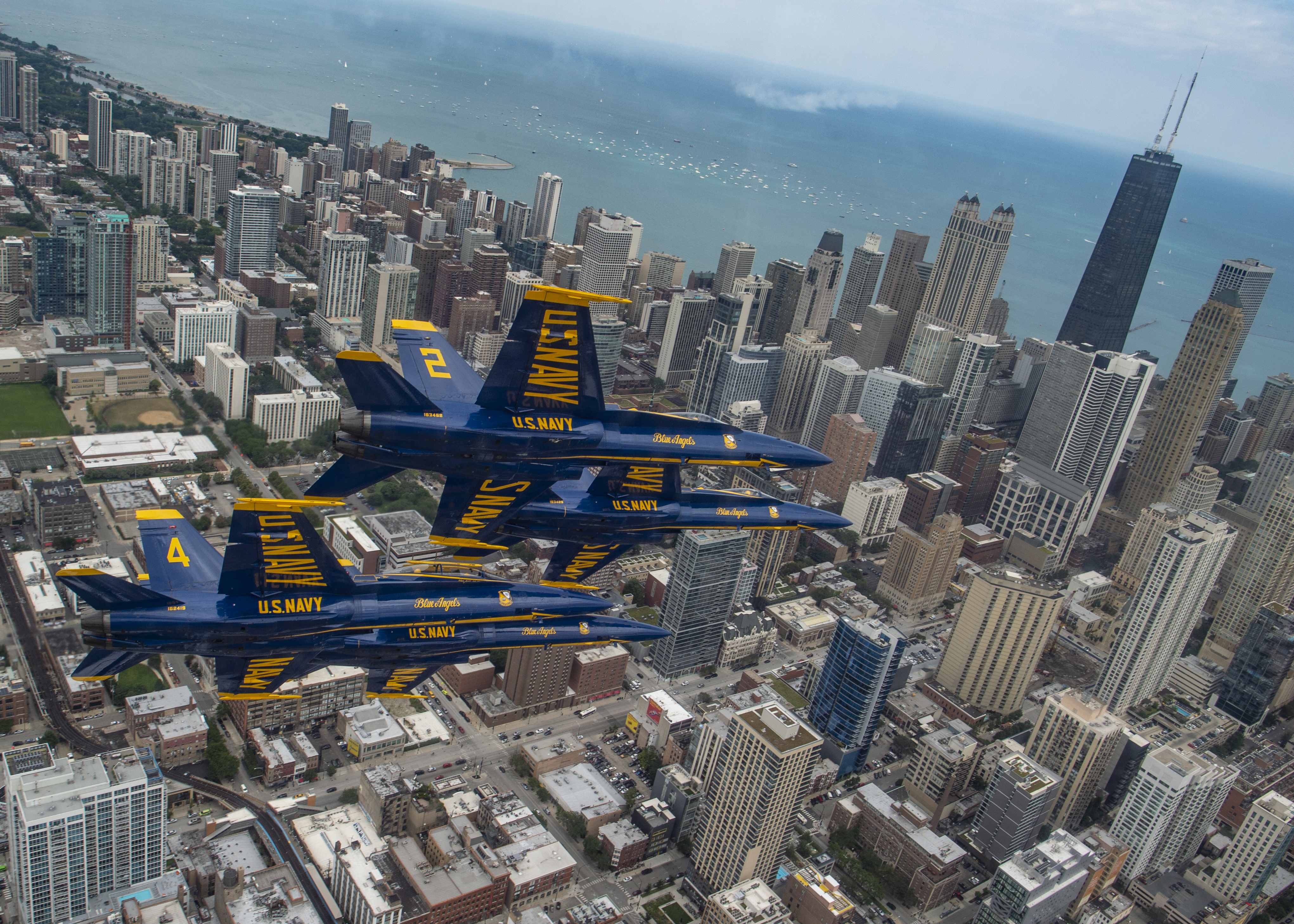
Des Blue Angels volant au-dessus de la ville de Chicago lors du meeting aérien du Chicago Air & Water Show.

## Accident
- Le 2 juin 2016 un F/A-18 de la patrouille ayant décollé de la Sewart Air Force Base (en) au Tennessee s'écrase au commencement d'un entrainement. Le pilote, qui ne s'est pas éjecté, est mort dans l'accident[5].